# Fontus (lac)
Pour les articles homonymes, voir Fontus (homonymie).
Le lac Fontus est un lac glaciaire situé en Antarctique, sur l'île Livingston dans les îles Shetland du Sud, à proximité de la côte sud de la péninsule Byers.

## Dénomination
Le lac est nommé d'après Fontus, une divinité romaine des sources et des ruisseaux, fils de Janus et de Juturne.

## Description
Le lac Fontus est le lac de forme ovale de 150 m de long dans la direction sud-sud-ouest à nord-nord-est et de 100 m de large dans la partie médiane des plages du sud de la péninsule Byers en Antarctique. Il a une superficie de 1,9 hectare et est séparé de la mer par une bande de terre de 53 à 64 m de large. La région a été visitée par des chasseurs de phoque au début du 19e siècle.